# Dallas Tennis Classic 2013
Il Dallas Tennis Classic 2013 è stato un torneo di tennis facente parte della categoria ATP Challenger Tour nell'ambito dell'ATP Challenger Tour 2013. È stata la 2ª edizione del torneo che si è giocata a Dallas negli Stati Uniti dall'11 al 17 marzo 2013 su campi in cemento e aveva un montepremi di $125,000+H.

## Partecipanti singolare

### Teste di serie
| Nazionalità | Giocatore        | Ranking* | Testa di serie |
| ----------- | ---------------- | -------- | -------------- |
| Cipro       | Marcos Baghdatis | 35       | 1              |
| Brasile     | Thomaz Bellucci  | 38       | 2              |
| Uzbekistan  | Denis Istomin    | 43       | 3              |
| Serbia      | Viktor Troicki   | 44       | 4              |
| Austria     | Jürgen Melzer    | 48       | 5              |
| Belgio      | David Goffin     | 54       | 6              |
| Colombia    | Alejandro Falla  | 59       | 7              |
| Rep. Ceca   | Lukáš Rosol      | 62       | 8              |

- Ranking al 4 marzo 2013.

### Altri partecipanti
Giocatori che hanno ricevuto una wild card:
- Robby Ginepri
- Alex Kuznetsov
- Philipp Petzschner
- Bobby Reynolds

Giocatori che sono passati dalle qualificazioni:
- Denis Kudla
- Illja Marčenko
- Olivier Rochus
- Jimmy Wang

## Partecipanti doppio

### Teste di serie
| Nazionalità | Giocatore              | Nazionalità | Giocatore          | Ranking* | Testa di serie |
| ----------- | ---------------------- | ----------- | ------------------ | -------- | -------------- |
| Austria     | Jürgen Melzer          | Germania    | Philipp Petzschner | 70       | 1              |
| Stati Uniti | Eric Butorac           | Regno Unito | Dominic Inglot     | 90       | 2              |
| Francia     | Édouard Roger-Vasselin | Paesi Bassi | Igor Sijsling      | 108      | 3              |
| Svezia      | Johan Brunström        | Sudafrica   | Raven Klaasen      | 108      | 4              |

- Ranking al marzo 2013.

### Altri partecipanti
Coppie che hanno ricevuto una wild card:
- Benjamin Becker /  Miša Zverev
- Adham El-Effendi /  Darren Walsh
- Alex Pier /  Michael Russell

## Vincitori

### Singolare
Jürgen Melzer ha battuto in finale  Denis Kudla con il punteggio di 6–4, 2–6, 6–1

### Doppio
Jürgen Melzer /  Philipp Petzschner hanno battuto in finale  Eric Butorac /  Dominic Inglot con il punteggio di 6–3, 6–1